# Said Abdullahi Deni
Said Abdullahi Deni, także Said Abdullahi Mohamed (som. Saciid Cabdullahi Maxamed, ar. سعيد عبد الله محمد; ur. 1967 w Mogadiszu) – somalijski polityk, w latach 2014–2019 minister planowania Somalii, od 8 stycznia 2019 prezydent Puntlandu.

## Życiorys
Urodził się i wychował w Mogadiszu. 17 stycznia 2014 objął stanowisko ministra planowania w Somalii. Za swojej kadencji przeprowadził m.in. spis ludności. W 2017 był jednym z kandydatów na prezydenta Somalii, nie przechodząc do drugiej tury. W 2019 wystartował w wyborach na prezydenta autonomicznego Puntlandu. 8 stycznia pokonał w trzeciej turze głosowania Asada Osmana Abdullahiego stosunkiem głosów 35–31 i tego samego dnia został zaprzysiężony.